# رذاء (خولان)

تعديل مصدري - تعديل

رذاء هي إحدى قرى عزلة حباب آل حنتش بمديرية خولان التابعة لمحافظة صنعاء، بلغ تعداد سكانها 0 نسمة حسب تعداد اليمن لعام 2004.